# Tenno (Italië)
Tenno is een gemeente in de Italiaanse provincie Trente (regio Trentino-Zuid-Tirol) en telt 1823 inwoners (31-12-2004). De oppervlakte bedraagt 28,3 km², de bevolkingsdichtheid is 64 inwoners per km².
De volgende frazioni maken deel uit van de gemeente: Gavazzo, Cologna, Ville del Monte, Pranzo. 

## Ville del Monte
De frazione Ville del Monte bestaat uit vier borghi, te weten Canale, Villa Sant'Antonio, Villa Pastoedo en Villa Calvola.

## Demografie
Tenno telde rond 2001 ongeveer 798 huishoudens. Het aantal inwoners steeg in de periode 1991-2001 met 3,6% volgens cijfers uit de tienjaarlijkse volkstellingen van ISTAT.
| Jaar | Inwoneraantal |
| ---- | ------------- |
| 1991 | 1675          |
| 2001 | 1735          |
| 2021 | 1988          |

## Geografie
De gemeente ligt op ongeveer 428 m boven zeeniveau.
Tenno grenst aan de volgende gemeenten: Lomaso, Fiavè, Arco, Concei, Riva del Garda.